# Пхангнга (затока)

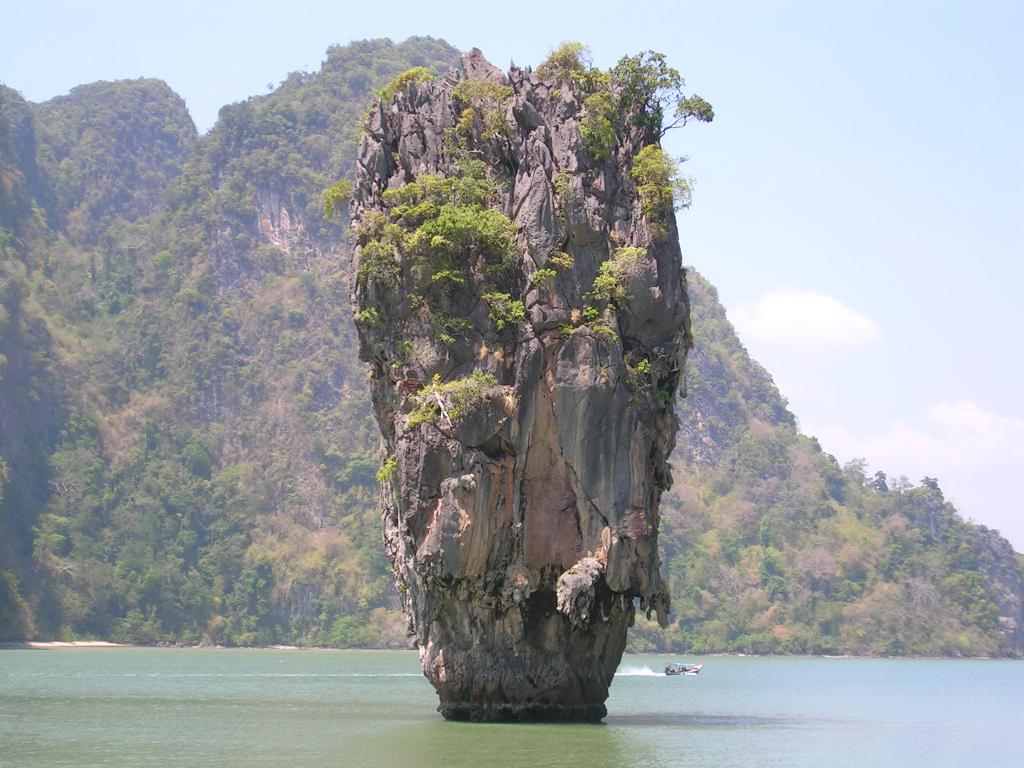
Острів Ко-Тапу (Джеймса Бонда) в затоці Пханг-Нга

Пхангнга, Пханг-Нга (Phang Nga) — затока площею близько 400 км² в Андаманському морі між островом Пхукет і таїландською частиною Малайського півострова. Починаючи з 1981 року велика частина бухти входить до Національного парку Ао-Пханг-Нга. Найвідоміший із численних островів затоки — острів Ко-Тапу або острів Джеймса Бонда — вапнякова скеля посередині затоки, зображена в кінофільмі «Людина із золотим пістолетом». Найбільше поселення на берегу затоки — Ао-Лук.